# Nasva (Hiiumaa)
Koordinaten: 58° 49′ N, 22° 45′ O
Nasva ist ein Dorf (estnisch küla) in der Landgemeinde Hiiumaa (bis 2017: Landgemeinde Käina). Es liegt auf der zweitgrößten estnischen Insel Hiiumaa (deutsch Dagö).

## Beschreibung
Nasva hat 35 Einwohner (Stand 31. Dezember 2011). Der Name des Dorfes bedeutet übersetzt „Sandbank“.
Bekannt ist Nasva vor allem für den Wacholder, der sich vom Dorf bis zur Ostsee-Bucht von Käina (Käina laht) erstreckt. Er wächst dort bis zu zehn Meter hoch, sodass die Gegend auch „Wacholderwald“ (kadakamets) genannt wird.
An der Straße von Nasva bis zum Damm auf die Insel Kassari liegt an der Bucht von Jausa (Jausa laht) der Badestrand von Lussu. Der Sandstrand zieht im Sommer zahlreiche Touristen an. Die flache Bucht sorgt für relativ warmes Wasser an dieser Stelle des Väinameri.
Zum Gebiet des Dorfes gehören auch die kleinen Inseln Härglaid, Mustakivi laid und Puulaid.